# Vehículo aéreo no tripulado de vigilancia y reconocimiento

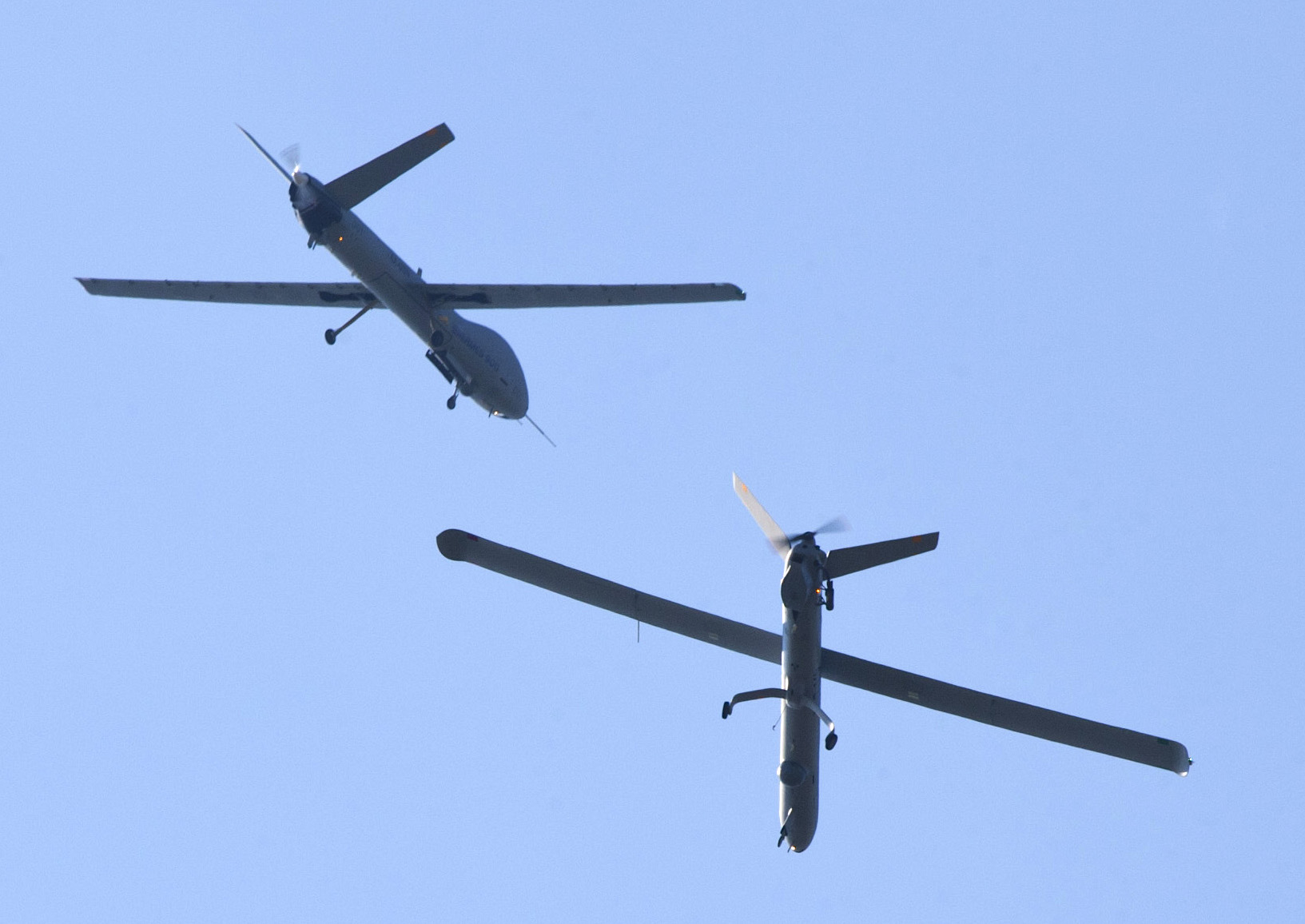
Vehículo aéreo no tripulado Elbit Hermes 900 y Elbit Hermes 450 de fabricación israelí utilizado por varios ejércitos para reconocimiento y vigilancia.

Un vehículo aéreo no tripulado de vigilancia y reconocimiento, es un UAV militar desarmado que se utiliza para inteligencia, vigilancia, adquisición de objetivos y reconocimiento (ISTAR en inglés). A diferencia de los vehículos aéreos de combate no tripulados (UCAV), este tipo de sistema no está diseñado para transportar municiones aéreas como misiles, ATGM o bombas para ataques con drones. El objetivo principal es proporcionar inteligencia y consciencia situacional en el campo de batalla. Los vehículos aéreos no tripulados portátiles de corto alcance y tamaño pequeño se denominan vehículos aéreos no tripulados en miniatura y también se utilizan para inteligencia en el campo de batalla.

## Modelos actuales

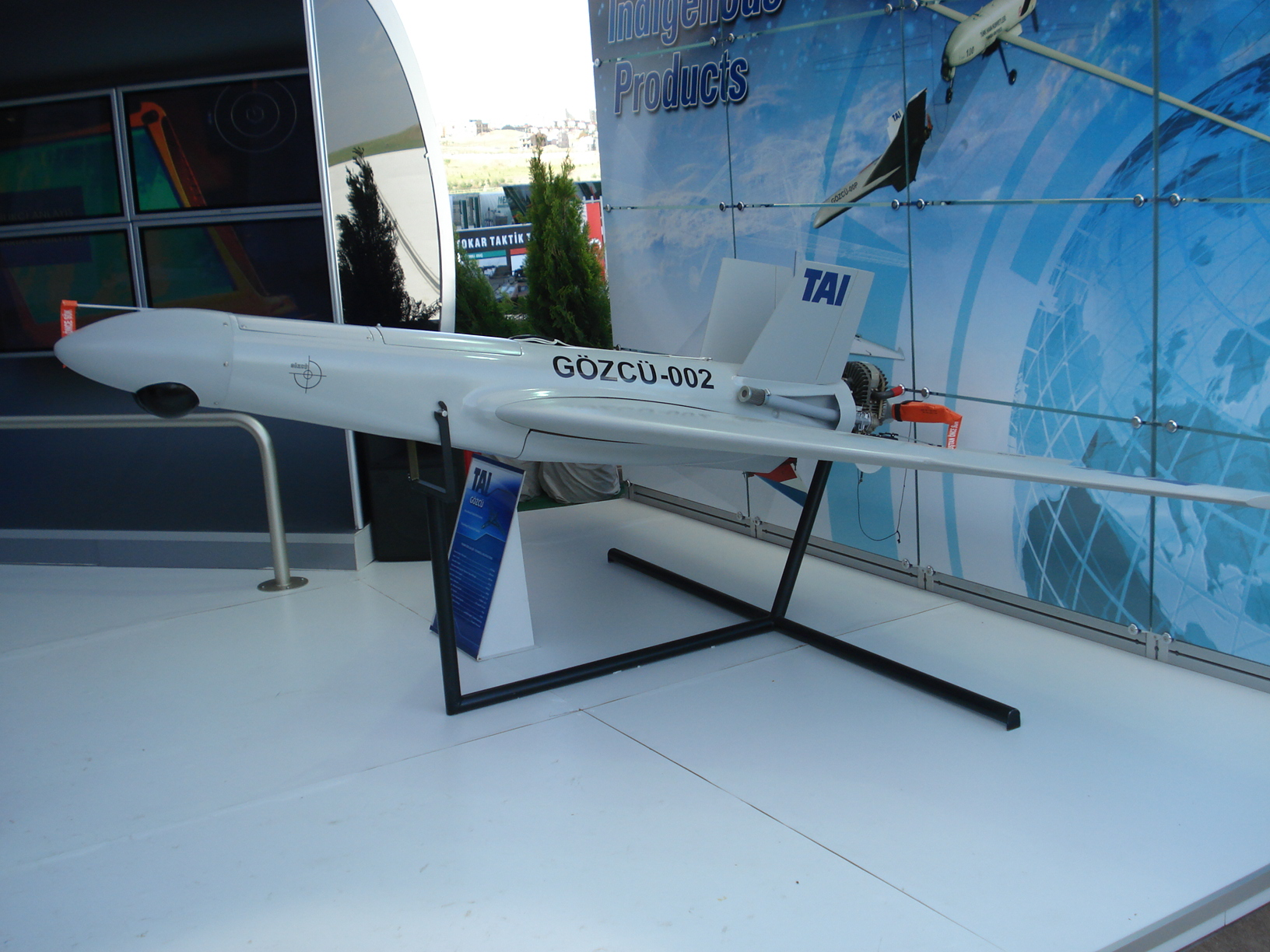
TAI Gözcü turco utilizado para reconocimiento y vigilancia.

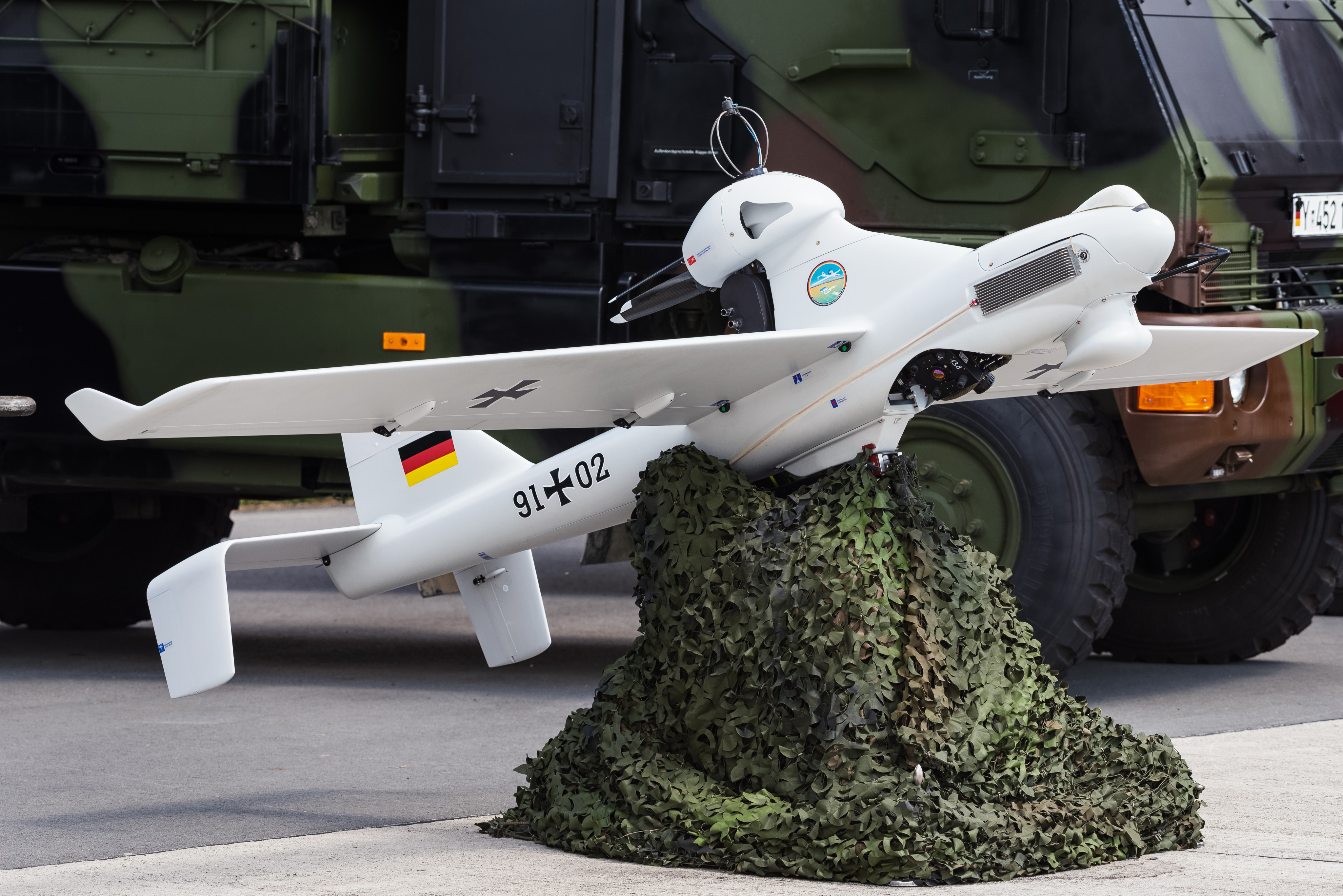
EMT Luna X-2000 utilizado para misiones de reconocimiento y apoyo del ejército alemán

Algunos ejemplos de vehículos aéreos de reconocimiento no tripulados: 
| Nombre                            | Fabricante(s)                | País/región que lo desarrolla(n) |
| --------------------------------- | ---------------------------- | -------------------------------- |
| Elbit Hermes 450                  | Elbit Systems                | Israel                           |
| Elbit Hermes 900                  | Elbit Systems                | Israel                           |
| Kronshtadt Orion                  | Kronstadt Group              | Rusia                            |
| Northrop Grumman RQ-4 Global Hawk | Northrop Grumman             | Estados Unidos                   |
| Northrop Grumman MQ-4C Triton     | Northrop Grumman             | Estados Unidos                   |
| TAI Gözcü                         | Turkish Aerospace Industries | Turquía                          |
| EMT Luna X-2000                   | EMT Penzberg                 | Alemania                         |
| Selex ES Falco                    | Leonardo                     | Italia                           |
| IAI Eitan                         | Israel Aerospace Industries  | Israel                           |
| IAI Heron                         | Israel Aerospace Industries  | Israel                           |
| Hamaseh                           | Hasa                         | Irán                             |